# This Is Me Now
This Is Me Now – debiutancki album szwedzkiej piosenkarki Amy Diamond, wydany w 2005 roku przez wytwórnię Bonnier Amigo Music Group. Sprzedał się w ponad 100 000 egzemplarzach, osiągając w Szwecji status platyny.
Płyta została wydana także w wersji międzynarodowej This Is Me Now: International Version.

## Lista utworów

### Wydanie oryginalne
1. Hello
2. What´s In It For Me
3. Welcome To The City
4. Another Day
5. One Of The Ones
6. Shooting Star
7. Champion
8. Go!
9. If I Ain´t Got You (Live)
10. Tomorrow (Annie´s Song)
11. Bonus: What’s In It For Me (Teledysk)

### This Is Me Now: International Version
1. Hello
2. What´s In It For Me
3. Welcome To The City
4. Another Day
5. Don’t Lose Any Sleep Over You
6. Shooting Star
7. All The Money In The World
8. Champion
9. Go!
10. If I Ain´t Got You (Live)
11. One Of The Ones
12. What’s In It For Me (Glasperlenspieler Mix)
13. Bonus: What’s In It For Me (Teledysk)[2]